# Estrada de Ferro Vitória a Minas
A Concessionária Estrada de Ferro Vitória a Minas S.A. (EFVM) é uma empresa ferroviária brasileira que interliga a Região Metropolitana de Vitória, no Espírito Santo, a Belo Horizonte, capital do estado de Minas Gerais — trecho da EF-262. Sua locação se iniciou no final do século XIX e tinha como objetivo inicial o transporte ferroviário de passageiros e escoar a produção cafeeira do Vale do Rio Doce e Espírito Santo, no entanto seu foco foi alterado em 1908, passando a visar Itabira e escoar o minério de ferro extraído no município até os complexos portuários capixabas.
A partir da construção da via férrea, estruturaram-se povoados que deram origem a novos municípios, tais como Coronel Fabriciano e posteriormente ao Vale do Aço, cujo crescimento industrial só foi possível pela existência da EFVM, que também passou a servir como forma de escoamento da produção das indústrias locais. Em 1991, a ferrovia alcançou a capital mineira, após a construção de um novo ramal de ligação. Ao longo dos anos, configurou-se como a única no Brasil a fornecer trens de passageiros com saídas diárias a longas distâncias.

## História

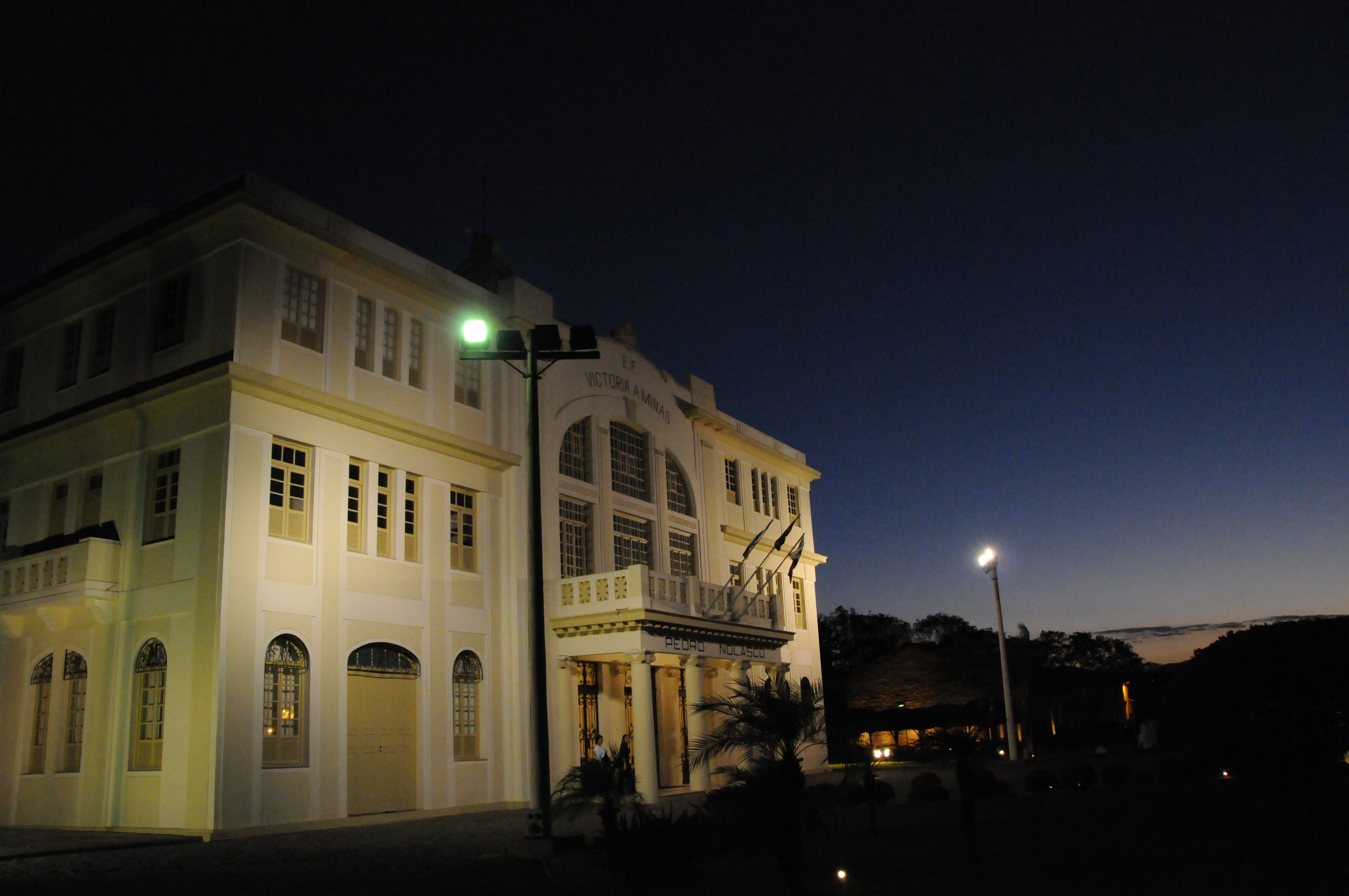
O Museu Vale, em Vila Velha, está localizado onde funcionava a Estação São Carlos, primeira estação da EFVM. O prédio foi erguido em 1927, mas a parada foi remanejada para a atual Estação Pedro Nolasco.

A construção da Estrada de Ferro Vitória a Minas se iniciou no final do século XIX e contribuiu para o aculturamento e dissolução dos nativos indígenas que habitavam a região, entre os quais se destacam os Krenak. Foi criada mediante decreto-lei aprovado em fevereiro de 1902 e o primeiro trecho ferroviário, ligando as cidades de Vitória e Natividade, foi inaugurado em 13 de maio de 1904, com um total de 30 quilômetros e tendo três paradas.
O projeto inicial, liderado por Pedro Augusto Nolasco Pereira da Cunha e João Teixeira Soares, objetivava escoar a produção cafeeira do Espírito Santo e Vale do Rio Doce e alcançaria Peçanha, de onde a ferrovia seria estendida a Diamantina e então Araxá, ao ser feita uma conexão com a Estrada de Ferro Central do Brasil (EFCB). Em 1911, após a via férrea alcançar a atual região de Naque, a partir de onde seguiria o curso do rio Santo Antônio rumo ao centro-norte mineiro, o foco foi alterado para Itabira devido ao desenvolvimento da mineração em função da extração de minério de ferro no município. Isso foi possível após a obra ser comprada por empresários ingleses, que também estavam a atuar em Itabira. Questões como a Primeira Guerra Mundial e a gripe espanhola de 1918 atrasaram as obras, paralisadas em Belo Oriente em 1914, no entanto, em 1919 o projeto foi adquirido pelo empresário americano Percival Farquhar.
No começo da década de 1920, as construções foram retomadas e originaram a embrionária cidade de Coronel Fabriciano (primeiramente distrito de Melo Viana, pertencente a Antônio Dias) e posteriormente ao Vale do Aço. O crescimento industrial da região só foi possível pela existência da ferrovia, que passou a servir como forma de escoamento da produção das indústrias locais, como a Aperam South America (Timóteo) e Usiminas (Ipatinga). O traçado da ferrovia alcançou Nova Era e Itabira entre as décadas de 30 e 40.
A Segunda Guerra Mundial também provocou atrasos nas obras e em 1942, foi criada a Companhia Vale do Rio Doce (atual Vale S.A.), a partir dos chamados Acordos de Washington. O decreto determinou que a Inglaterra cederia ao Brasil o controle das minas de ferro, os Estados Unidos se tornariam compradores do minério e auxiliariam na siderurgia e o Brasil ficaria responsável pela manutenção da EFVM, encarregado do transporte do minério para exportação. Com isso, várias modificações foram feitas no traçado, como a remodelação do trecho entre Vitória e Colatina, no Espírito Santo, e a introdução das primeiras locomotivas a diesel, na década de 1950. As máquinas novas substituíram toda a frota de locomotivas a vapor até a década de 60. Entre 1971 e 1977 a linha foi duplicada e a ferrovia, que terminava no Ramal de Nova Era, pertencente à EFCB, alcançou a capital mineira em 1991, após a construção de uma variante.

## Dados operacionais e posição econômica e social
A EFVM é uma ferrovia de bitola métrica (1 000 milímetros) e possui raio mínimo de curva de 195 metros e rampa máxima de 1,5%, o que permite uma velocidade máxima de 67 quilômetros por hora. Apresenta a maior média de acidentes dentre as ferrovias brasileiras, seguida pela Ferroeste e Estrada de Ferro Carajás, no entanto os índices ainda são relativamente baixos em comparação a países como Estados Unidos. Com 905 quilômetros de extensão, é uma das mais modernas e produtivas ferrovias do Brasil, sendo administrada pela Vale S.A., antiga CVRD (Companhia Vale do Rio Doce). As operações são paralisadas em caso de cheias do rio Doce e afluentes, devido ao transbordamento em trechos da via férrea. Durante as enchentes de 1979, a maior da história da região, houve paralisação de 35 dias, bloqueando o transporte de passageiros e o escoamento da produção do minério de ferro proveniente de Itabira.
Além de ser utilizada para escoar o minério, a ferrovia também é usada para o transporte de aço, carvão, calcário, granito, contêineres, ferro-gusa, produtos agrícolas, madeira, celulose, combustíveis e cargas diversas, de Minas Gerais até o Complexo Portuário de Tubarão, ao Terminal de Vila Velha, ao Cais de Paul, Codesa e ao Porto de Barra do Riacho, em Aracruz, no Espírito Santo. Em 2014, era transportada uma média anual de mais de 110 milhões de toneladas de produtos, que representava 40% da carga ferroviária brasileira. As locomotivas utilizadas, incluindo os modelos usados após a década de 90, são EMD BB40-2, EMD DDM45, EMD GT26CUM, EMD G16, GE BB40-9WM e G-12 números 535, 551, 540 e 556.
A maior parte dos produtos transportados pela EFVM tem como destino o Porto de Tubarão, onde está situado o único pátio ferroviário totalmente sinalizado da América Latina, onde os vagões são classificados por gravidade. O Centro de Controle Operacional (CCO) permite a supervisão de todas as operações da ferrovia, que em 2008 possuía cerca de 300 clientes.
Ao começo da década de 2000, a então Companhia Vale do Rio Doce foi a responsável pela coordenação de projetos voltados às comunidades vizinhas a ferrovias, destacando-se: o Educação nos Trilhos, implantado primeiro na Estrada de Ferro Carajás e em dezembro de 2003 na EFVM, em parceria com o Canal Futura, ministrando palestras relacionadas à saúde, educação e meio ambiente nas estações ferroviárias ou nos vagões durante as viagens; o Projeto Olha o Trem, visando à segurança ao redor da ferrovia; além do Trem da Cidadania.

## Transporte de passageiros

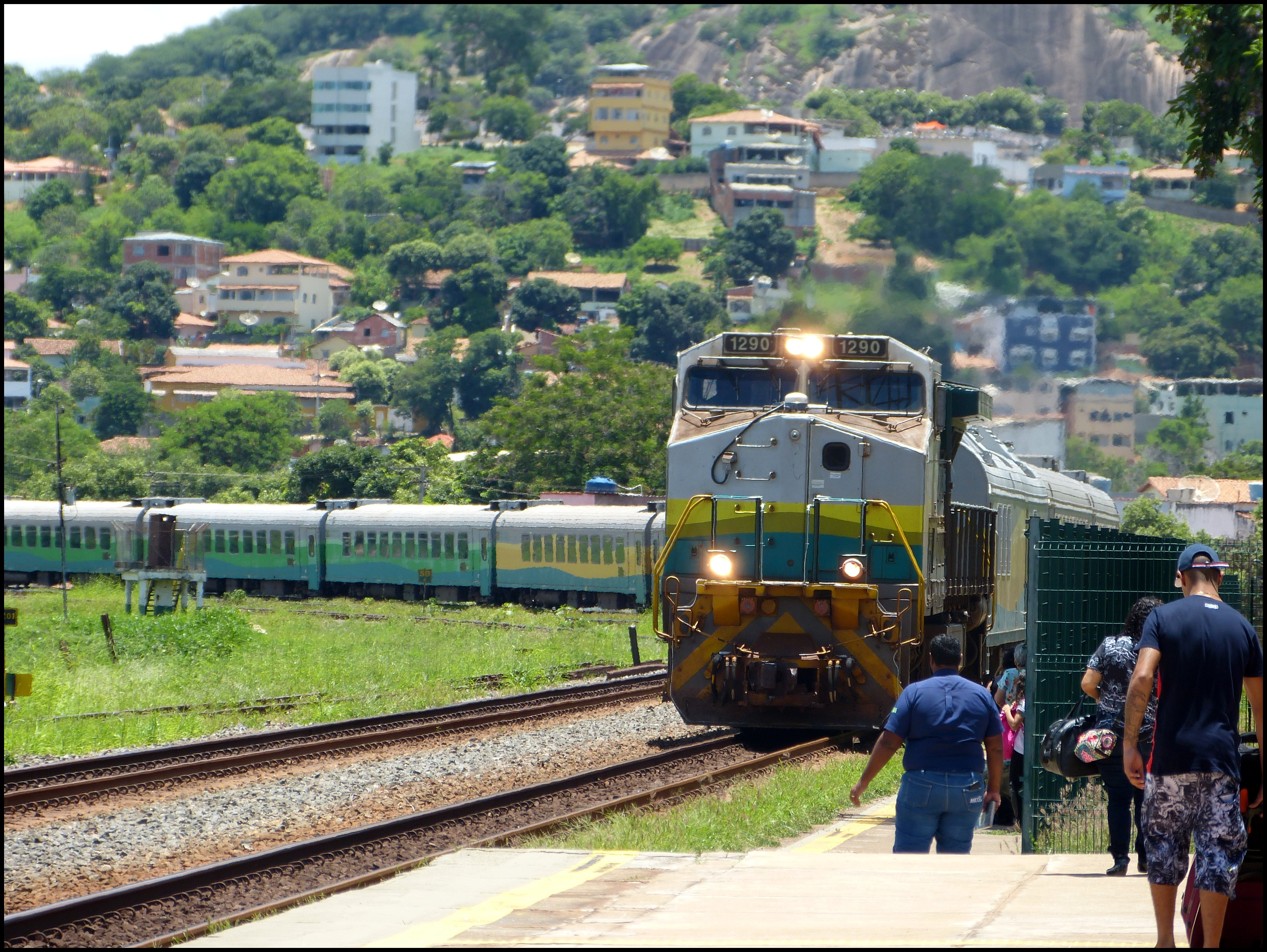
Trem de passageiros da Vitória a Minas em Conselheiro Pena, Minas Gerais.

A EFVM é uma das duas ferrovias brasileiras a manter o transporte contínuo de passageiros, com cerca de 3 mil usuários diariamente, o que lhe confere certa importância turística. Juntamente com a Estrada de Ferro Carajás (Pará–Maranhão), é uma das últimas ferrovias a realizarem este serviço em longa distância, mantendo um total de 30 estações de embarque e desembarque em 42 municípios atendidos ao longo dos 664 quilômetros percorridos pelo trem de passageiros, transportando uma média de cerca de 1 milhão de passageiros ao ano, segundo informações de 2014.

O trem cruza uma região com significativa quantidade de montanhas e rios e que tem como vegetação típica alternância entre Mata Atlântica e Cerrado, estando grande parte de sua extensão às margens do rio Doce, até chegar às praias capixabas. Durante a alta temporada, o comboio é composto por: 2 locomotivas (G12 e G16), 1 grupo gerador, 1 carro comando, 1 carro lanchonete, 4 carros executivos e 13 carros de classe econômica. Na baixa temporada, a formação fica a cargo de 2 locomotivas (G12 e G16), 1 grupo gerador, 1 carro comando, 1 carro lanchonete, 4 carros de classe executiva e 7 carros de classe econômica. Em agosto de 2014, os carros foram substituídos por uma nova frota, comprada na Romênia, que passou a contar com vagão para cadeirantes, ar-condicionado em todos os compartimentos e portas com abertura automática e sensor de presença. Em 2019, a frota que faz o transporte de passageiros no ramal entre Itabira e Nova Era também foi substituída em uma frota idêntica a frota do trecho principal.

## Fase de pintura das locomotivas

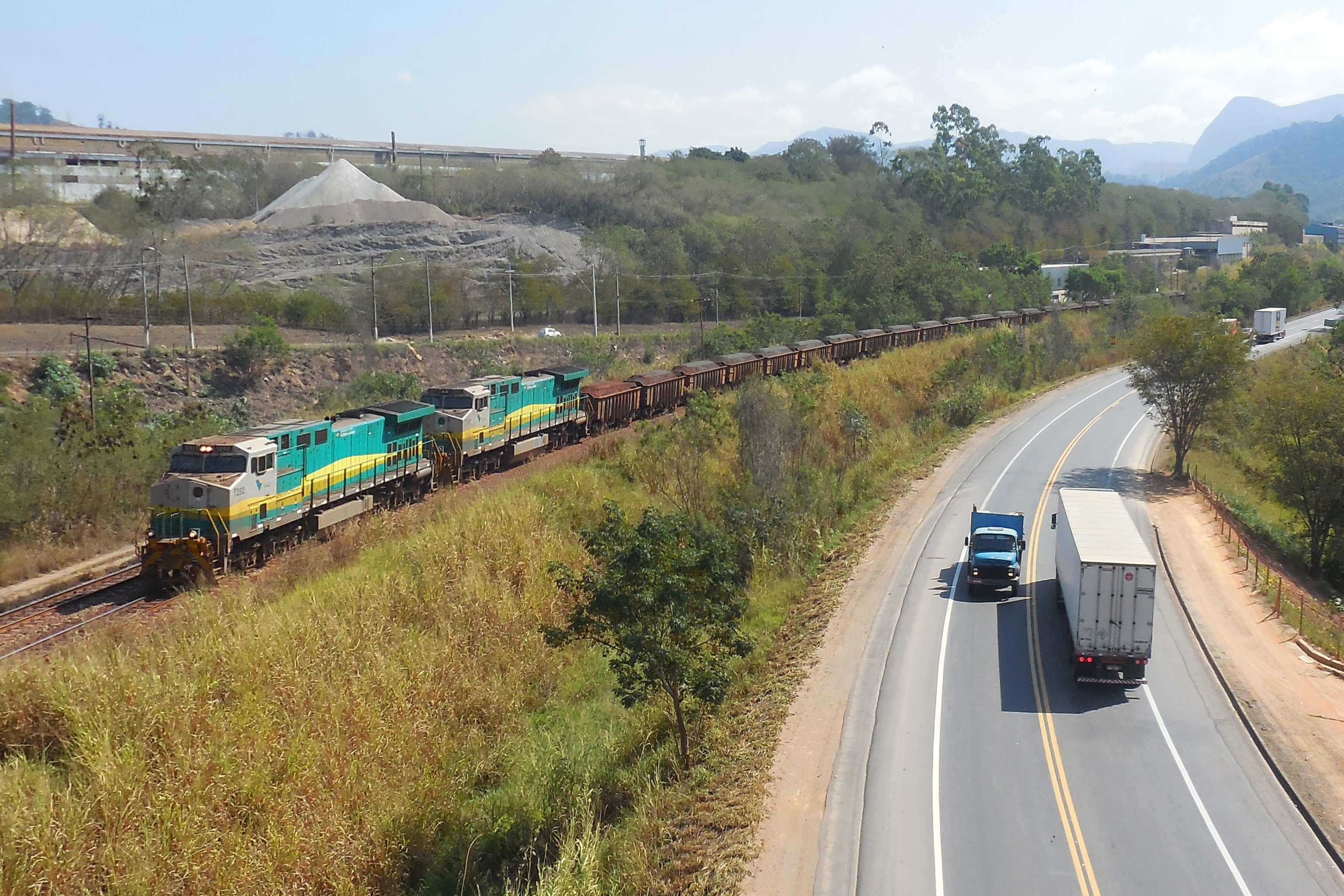
Composição da Vale transportando minério de ferro pela EFVM em Timóteo, Minas Gerais.

Descrição sucinta das diversas fases de pintadas das locomotivas da EFVM:
1. "Águia" estilizada na frente das locomotivas;
2. "Vitória a Minas" por extenso (simplificada);
3. "Bandeira CVRD" tanto com EFVM normal como em itálico;
4. "Chocolate Branco", uso de branco, marrom e laranja como cores;
5. "Banco Real", novas cores (verde, amarelo e branco) adotadas pela companhia a partir de 2008.